# Бехтенев, Валерий Борисович
Валерий Борисович Бехтенев (8(21) декабря 1914, Барнаул — 25 февраля 1993, Москва) — советский футболист и тренер. Полузащитник, центральный и полусредний нападающий. Мастер спорта СССР.

## Биография
Карьеру игрока начинал в Таганроге, в местном «Динамо».
Всю свою карьеру на поле Бехтенев провёл в динамовских клубах. Выступал за команды Ростова, Еревана, Москвы, Минска. Двукратный чемпион СССР 1940 (6 матчей, 1 гол), 1945 (1 матч) в составе «Динамо» Москва. Участник турне московского «Динамо» в Великобританию (1945). Всего в высшей лиге сыграл 64 матча и забил 19 голов.
Тренерскую карьеру начинал в «Трудовых резервах» из Фрунзе, сначала ассистентом, затем главным тренером. Позднее возглавлял команды Кишинёва и Горького, в 1953—1954 работал гостренером отдела футбола Спорткомитета СССР. В 1956 году возглавил вновь основанный клуб «Пахтакор» и одновременно был главным тренером сборной Узбекской ССР на I Всесоюзной Спартакиаде.
В 1959—1964 — тренер групп подготовки молодых футболистов московского «Локомотива». Первый тренер Анатолия Кожемякина. Впоследствии тренировал краснодарскую «Кубань» и клубы второй лиги.
Скончался 25 февраля 1993 года в Москве.